# Corni (gmina w okręgu Botoszany)
Corni – gmina w Rumunii, w okręgu Botoszany. Obejmuje miejscowości Balta Arsă, Corni, Mesteacăn i Sarafinești. W 2011 roku liczyła 6545 mieszkańców.